# Щербаков, Евгений Васильевич
Евгений Васильевич Щербаков (21 января 1941, Ленинград — 23 ноября 2014) — советский российский артист балета, балетмейстер и педагог.

## Биография
Родился в Ленинграде в семье Щербакова Василия Федоровича и Щербаковой (в девичестве Нитипа) Марии Макаровны. Его отец родился в обеспеченной старообрядческой семье. Он закончил Московский авиационный институт и работал в Пулковском аэропорту. Мать родилась в станице Лабинская, в состоятельной казачьей семье. Её отец, Нитипа Макар Минаевич, был руководителем церковного хора, который, как она рассказывала, выступал перед императором Николаем II. После революции она вместе с сестрой из-за репрессий была вынуждена скрывать своё происхождение. Впоследствии она утратила связь с семьей, переехала в Ленинград и работала в школе учителем физики, математики и французского языка.
С 1954 г. по 1959 г. Евгений Щербаков учился в Ленинградском хореографическом училище им. Вагановой (по классу Н. Румянцева).
В 1959 г. был принят в труппу театра им. Кирова, где исполнял большинство ведущих сольных партий. — Его партнершами были ведущие солистки кировского театра — Ирина Колпакова, Ольга Моисеева, Зубковская, Федичева, Евтеева, Валентина Ганибалова, Кургапкина.
В 1976 г. Евгения Щербакова приглашают на роль Огня в советско-американском фильме по пьесе Метерлинка. В 1980 г. учится в Ленинградской консерватории на отделении «балетная хореография».
С 1982 г. работает главным балетмейстером в Башкирском государственном театре оперы и балета.
В 1988 г. Евгений Щербаков возвращается в Петербург и работает педагогом-репетитором в театре современного балета Бориса Ейфмана.
В 1992 г. работает педагогом классического танца в Вагановском училище.
В 1995 г. Евгению Щербакову присвоено ученое звание «доцент» кафедры классического балета и дуэтно-классического танца.
В 2005 г. уезжает вместе с женой Строгой Алисой Михайловной в Норвегию в г. Берген.

## Репертуар вЛенинградском театре оперы и балета им. Кирова
- Раймонда — Жан де Бриен
- Спартак — Спартак
- Легенда о любви — Ферхад
- Каменный цветок — Данила
- Шурале — Али-Батыр
- Сотворение мира — Бог
- Лебединое озеро — Ротбарт
- Спящая красавица — Жених
- Тарас Бульба — Остап
- Ленинградская симфония — Юноша
- Тропою грома — Вождь
- Хореографические миниатюры — Мечта
- Двенадцать — Вития
- Испанские миниатюры — Баск
- Волынщик из Стракониц — Шванда
- Левша — Платов
- Гусарская баллада — Давыд Васильев
- Пушкин — Николай II
- Вальпургиева ночь — Вакх

## Постановки
- Тиль Уленшпигель — Башкирский государственный театр оперы и балета

## Фильмография
- 1976 — Синяя птица — Огонь

## Семья
Жена (1964—2014) — Алиса Строгая, солистка Мариинского театра, заслуженная артистка РСФСР.
Дочь Дарья, внучки Александра и Полина.